# L'approdo
L'approdo va ser un dels programes culturals més coneguts i de llarga durada de la televisió italiana. Es va inspirar en la transmissió radiofònica del mateix nom que, concebuda per Adriano Seroni i Leone Piccioni, va ser transmesa pels estudis RAI de Florència des de finals de 1944 fins a mitjan dècada de 1950. El primer episodi, amb el subtítol "settimanale di lettere e arti", va ser transmès al Programma Nazionale dissabte 2 de febrer de 1963, a les 22.20, mentre que l'últim fou trasmès al Secondo Programma, a les 22.00, el 28 de desembre de 1972.

## El programa
Precursor d'aquest programa fou Arti e scienze, del que es van emetre 188 episodis fins a principis de 1963 i que, a partir del n. 122, va ser dirigit per Silvano Giannelli, Carlo Mazzarella i Emilio Ravel. L'approdo, que comptava amb un comitè directiu format per personalitats eminents del món cultural de l'època (entre altres: Riccardo Bacchelli, Carlo Bo, Emilio Cecchi, Roberto Longhi, Giuseppe Ungaretti) va ser realitzat per un grup d'editors subdividits per matèries (Luigi Silori per llibres, Giulio Cattaneo pels debats, Silvano Giannelli per les arts figuratives, Guido Turchi per la música, Mario Cimmaghi pel teatre), coordinats per Leone Piccioni. L'emissió va ser realitzada a les primeres quatre edicions per Edmonda Aldini, una actriu de teatre culta i refinada. Posteriorment, el seu càrrec fou ocupat per Giancarlo Sbragia.